# Nai Roosevelt
Nai sừng xám Roosevelt hay còn được biết đến như là Nai Olympic (Danh pháp khoa học: Cervus canadensis roosevelti) là một phân loài của loài nai sừng xám ở Bắc Mỹ. Tên của loài này được đặt theo tên của vị Tổng thống Mỹ nổi tiếng là ông Roosevelt.

## Đặc điểm
Nai sừng xám Roosevelt là phân loài lớn nhất trong bốn phân loài còn sống sót của nai sừng xám Bắc Mỹ. Trong tự nhiên, nai sừng tấm Roosevelt hiếm khi sống quá 12 đến 15 năm, nhưng trong điều kiện nuôi nhốt đã được biết đến để sống hơn 25 năm. Chúng sống trong các khu rừng mưa của vùng Tây Bắc Thái Bình Dương và được du nhập vào Afognak và Raspberry thuộc Quần đảo Alaska vào năm 1928. Mong muốn bảo vệ các con nai là một trong những lực lượng chính đằng sau việc thành lập Đài tưởng niệm quốc gia Núi Olympus (sau này là Công viên Quốc gia Olympic) vào năm 1909.
Những con nai trưởng thành tăng trưởng lên đến khoảng 610 ft (1,8–3 m) chiều dài và cao từ 2,5–5 ft (0,75-1,5 m) tính chiều cao vai. Những con nai đực trưởng thành thường nặng khoảng 700 và 1100 lb (300–500 kg), trong khi con cái nặng 575-625 lb (260–285 kg). Một số con nai đực trưởng thành từ Đảo Raspberry ở Alaska đã nặng gần 1300 lb (600 kg). Từ cuối mùa xuân đến đầu mùa thu, Nai Roosevelt ăn cây thân thảo, như cỏ và sedges. Trong những tháng mùa đông, chúng ăn cây thân gỗ, bao gồm cây bụi cao, bụi dâu, cây cơm cháy, và cây con mới trồng (linh sam Douglas và redcedar). Nai Roosevelt cũng được biết là ăn quả việt quất, nấm, địa y, dâu tây. 